# Stemmops nipponicus
Stemmops nipponicus är en spindelart som beskrevs av Takeo Yaginuma 1969. Stemmops nipponicus ingår i släktet Stemmops och familjen klotspindlar. Inga underarter finns listade i Catalogue of Life.